# Skalník rozprostřený
Skalník rozprostřený (Cotoneaster horizontalis) je vytrvalý, částečně opadavý, poléhavý či někdy téměř plazivý keř kvetoucí v létě mnoha růžově bílými květy, které se s podzimem mění v červené malvice. Pochází z východní Asie a je s asi dalšími 260 druhy součásti širokého rodu skalník. Na přelomu 19. a 20. století začala být tato okrasná dřevina vysazována i v českých zahradách, odkud unikla a zplaněla. V české přírodě je skalník rozprostřený považován za úmyslně zavlečený neofyt.

## Rozšíření
Ze své vlasti, ze střední a jihovýchodní Číny a Tchaj-wanu, byla dřevina dovezena do Evropy a do kultury uvedena v roce 1880 jako vytrvalá, ozdobná dřevina. Záhy byla hojně vysazována v parcích a okrasných zahradách a to i v Americe, Austrálii i na Novém Zélandu. Keř občas zplaňuje a rozšiřuje se do volné přírody, kde se mu v některých oblastech výborně daří a je místy považován za invazní druh. V roce 1940 byl zjištěn volně se šířící v přírodě Velké Británie, roku 1982 v Belgii a v roce 1986 v České republice.

## Ekologie
Ve své domovině vyrůstá skalník rozprostřený nejčastěji ve skupinách jiných křovin v kamenitých půdách horských oblastí v nadmořské výšce od 1500 do 3500 m n. m, kde se již nachází mimo vysokých letních teplot.
V evropské přírodě se mu nejlépe daří na místech s dostatkem slunečního svitu, na zásaditých loukách, suchých skalnatých výchozech, na mořských i říčních útesech nebo v lomech. V městských oblastech roste hlavně podél chodníků, cest a železničních tratí s náspem z vápenitého kameniva, v prasklinách kamenných zídek i podél starých domovních zdí, stejně jako na opuštěných prostranstvích se zásaditým násypem nebo podložím. Vadí mu dlouhodobý stín ve kterém špatně roste, skromně kvete a tudíž i málo plodí. Jinak je houževnatou a přizpůsobivou dřevinou, toleruje déletrvající sucho, na živiny chudou i mírně zasolenou půdu, snáší středoevropskou zimu i znečištěné průmyslové ovzduší. Roste poměrně pomalu, do konečné velikosti doroste za deset až dvacet let.
Ve středoevropském klimatu kvete v květnu a červnu, plody dozrávají v září a říjnu. Rostlina začíná kvést a plodit ve věku tří až čtyř let. Drobné plody jsou pro lidí nechutné až nepoživatelné, obsahují kyanogenní glykosidy a po požití velkého množství mohou působit toxicky, toto nebezpečí hrozí hlavně u malých dětí. Byly nalezené rostliny tetraploidní (2n = 4x = 68) a v malé míře i triploidní (2n = 3x = 51). I když jsou za vhodných podmínek květy opylené hmyzem, plody velmi často vznikají apomikticky.

## Popis
Beztrnný, v chladnějších oblastech opadavý a v teplejších poloopadavý, velmi bohatě plodící keř s vodorovně, do plochy rozprostřenými až poléhavými větvemi, vysoký 0,3 až 0,5 m. Postranní větévky rostou zpravidla uspořádané ve dvou řadách (vzhled rybí kostry), jsou kaštanově hnědé a střídavě porostlé krátce řapíkatými listy. Jejich čepel bývá téměř okrouhlá, široce eliptická či široce obvejčitá, dlouhá 5 až 14 mm a široká 4 až 9 mm, u báze tupá nebo klínovitá, na vrcholu tupá či špičatá, po obvodě celistvá, na svrchní straně je lysá a lesklá a na spodní straně jemně pýřitá. Má dva drobné, hnědavé, šídlovité palisty, jež brzy opadávají. Plodný výhonek nesoucí květy je nejčastěji dlouhý do 2 cm a mívá tři až čtyři listy, které jsou menší a nemívají typický tvar ani barvu. Na podzim se sytě zelené listy vybarvují červenofialově.
Květy bývají velké 5 až 7 mm a vyrůstají jednotlivě nebo ve dvojicích na krátkých fertilních výhoncích, jsou téměř přisedlé, bílé nebo narůžovělé, pravidelné, pětičetné a oboupohlavné. Češule květu je nálevkovitá, vytrvalé kališní lístky jsou trojúhlé a zašpičatělé, korunní lístky jsou vzpřímené, velké 3 až 4 × 2 až 3 mm, na konci tupé a bývají bílé, růžové či červenavé. V květu je 10 až 13 tyčinek s tmavě červenými nitkami a bílými prašníky, které jsou níže než konce okvětních lístků. Dva až tři plodolisty, každý se dvěma vajíčky (pouze jedno dozraje) tvoří pestík, který nese dvě či tři čnělky s rozšířenými bliznami, jež jsou níže než prašníky. Květy jsou protogynické, vajíčka v semeníku dozrávají dřív než pyl v prašnících. Při opylování přenáší pyl z prašníků na blizny samovolně hmyz, slétající se pro nektar uvnitř květů, často však vznikají plody apomikticky bez opylení.
Plod je dužnatá, jasně červená až oranžově červená, téměř kulovitá malvice mající 3 až 7 mm v průměru. Obsahuje dvě až tři tvrdá semena (pyreny).

## Rozmnožování
Dřevina se může přirozeně rozšiřovat vegetativně i pohlavně semeny. Vegetativně se množí tak, že konce poléhavých větví ležících na zemi zapustí do půdy kořeny; vznikne tak samostatná dceřiná rostlina, klon, s totožnými vlastnostmi mateřské. V případě potřeby se přesadí brzy na jaře, později se hůře ujímá. V zahradnické praxi se pro získání rostliny s vlastnostmi shodnými s rodičovským používá řízkování, polodřevnaté části větviček se sázejí do vlhké půdy.
Semena zůstávají životaschopná po dobu pěti a více let. Pokud zůstávají v plodu jsou v klidu, neklíčí, působí na ně zpomalující inhibiční látky obsažené v dužině. Mají různě dlouhou dobu dormance, obvykle v půdě vyklíčí po jednom až osmnácti měsících, vzniklý semenáče se na stanoviště vysazují nejdříve po roce. Pro urychlení klíčivosti se doporučuje stratifikace v půdě při teplotě +5 °C po dobu tří měsíců. Pokud pocházejí semena z plodů vzniklých apomikticky, budou rostliny z nich vzešlé klonem rodičovské rostliny a tudíž zcela identické, když vznikly opylením s jinou rostlinou, mohou se v některých parametrech částečně různit.

## Význam
Skalník rozprostřený bývá pěstován jako okrasný, nízkoúdržbový půdní pokryv, na březích, svazích, dekorativní živý plot i jako rostlina skrývající nevzhledné zákoutí či základy staveb. Je považován za ozdobnou dřevinu díky letní sytě zelené letní a podzimní oranžové až červené barvě listů a jasně červeným plodům, které na podzim a v zimě rostlinu výrazně zdobí. Lze jej sestřihávat a tvarovat dle potřeby, i na bonsaj. Je vhodný pro rychlé zpevnění svahů a k zabránění eroze půdy na úbočích s nezapojeným travnatým porostem. Je vítanou dřevinou do svažitých skalek.
Květy jsou pro svůj zdroj nektaru atraktivní pro včely a další hmyz, zatímco malvice jsou žádanou zimní potravou pro mnohé ptáky, například drozdy a pěnkavy, kteří následně semena rozptylují ve svém trusu. Při pěstování u zdí poskytuje chráněné útočiště i hnízdiště pro ptáky i drobné savce. Je medonosný, bývá hojně navštěvován včelami, jeho med je světlý a jemný. Květy přitahují také hodně čmeláků a vos, častými hosty krmícími se pylem a nektarem jsou i mravenci.
Bylo vyšlechtěno několik kultivarů lišících se velikosti či barvou listů, např.
- cult. 'Robustus' dorůstá do výšky až 1 m, má zelené listy jež se na podzim zbarvují do červena a dobře snáší sucho,
- cult. 'Variegatus' nebývá vyšší než 50 cm a má listy bíle panašované.[1][3][12]

## Invaze
Dřevina je široce rozšířena a hojně kvete, tudíž vytváří velké množství plodů se semeny rozptylovanými ptáky. V některých částech Evropy (Belgie, Německo), Severní Ameriky (Oregon a Washington ve Spojených státech a v Britské Kolumbii v Kanadě), v Austrálii (Jižní Austrálie, Victoria, Nový Jižní Wales, Tasmánie a Teritorium hlavního města Austrálie) a na Novém Zélandu se rostlina rozšířila natolik, že se stala plevelem. Dusí původní rostlinná společenstva a mění jejich strukturu i složení.

## Galerie

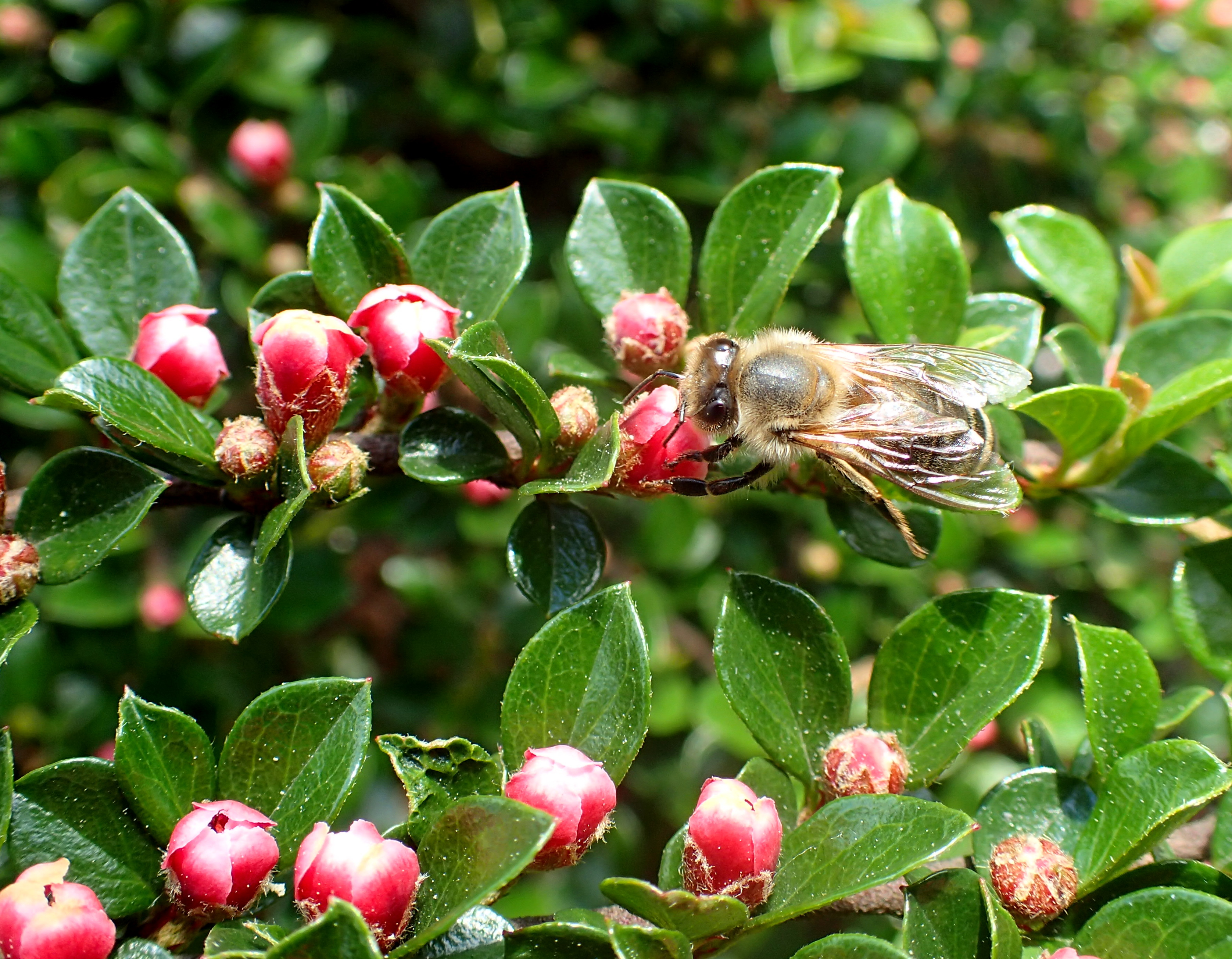
Květoucí větévka
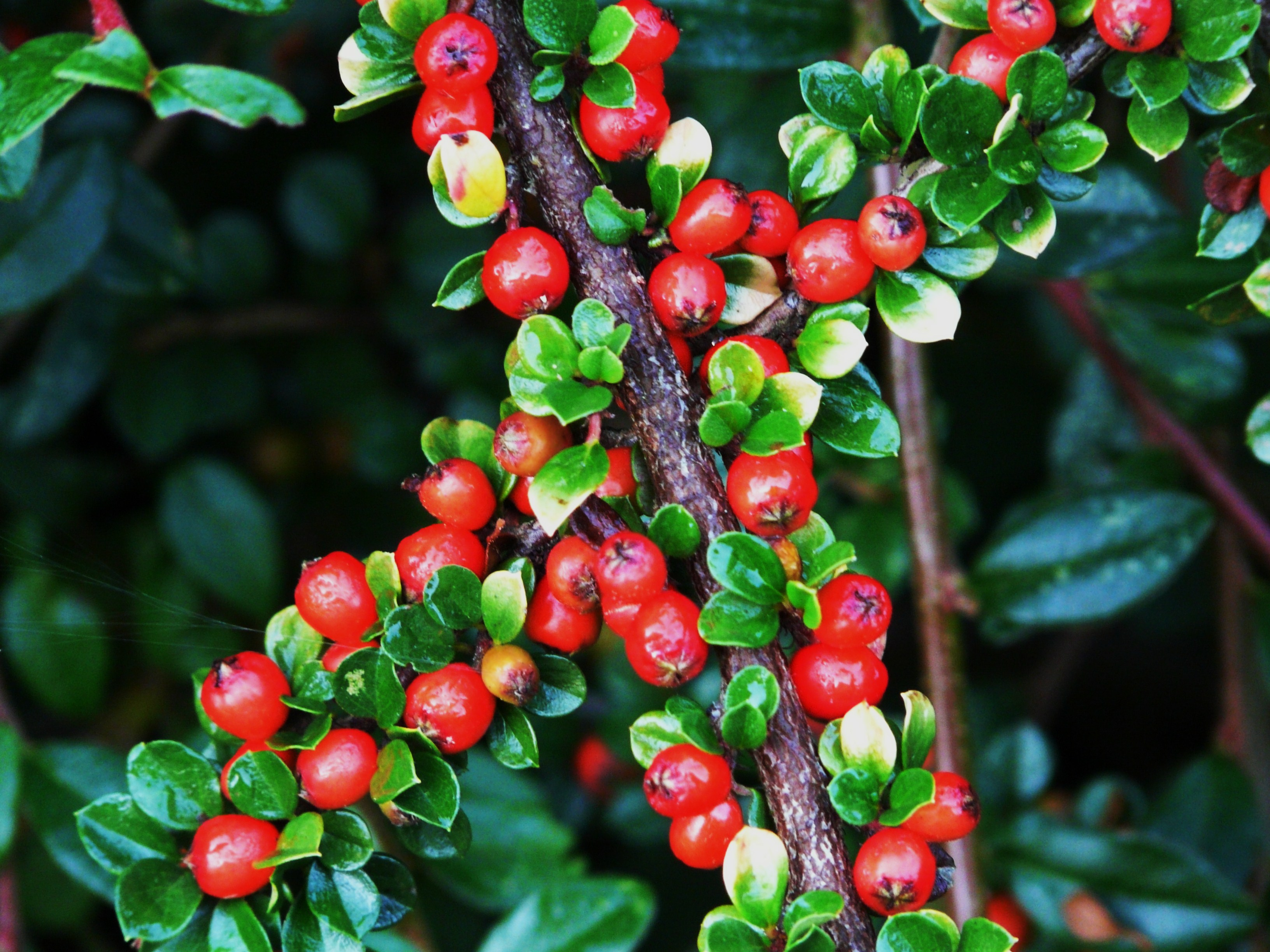
Větévka s listy a plody
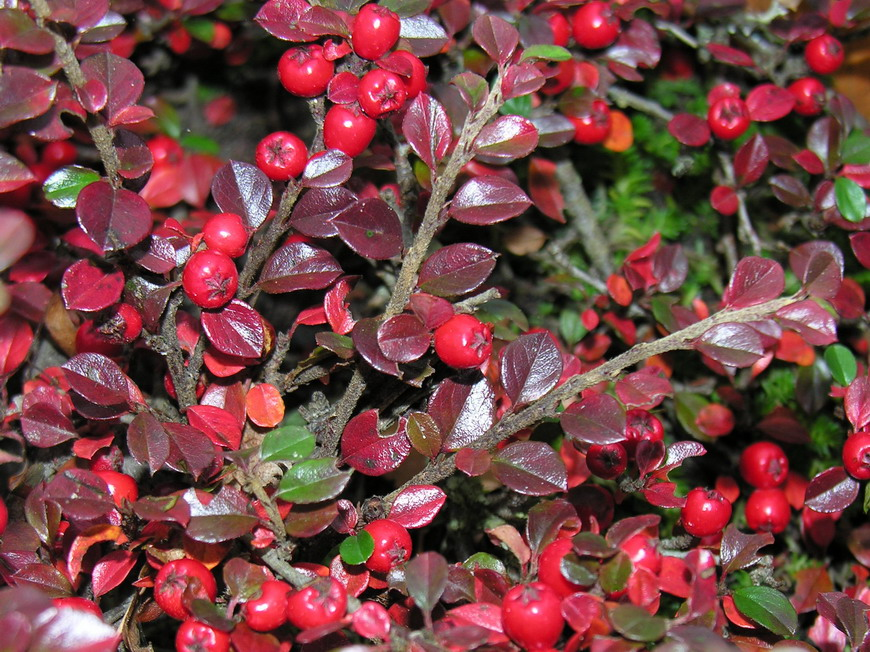
Keř v podzimním hávu
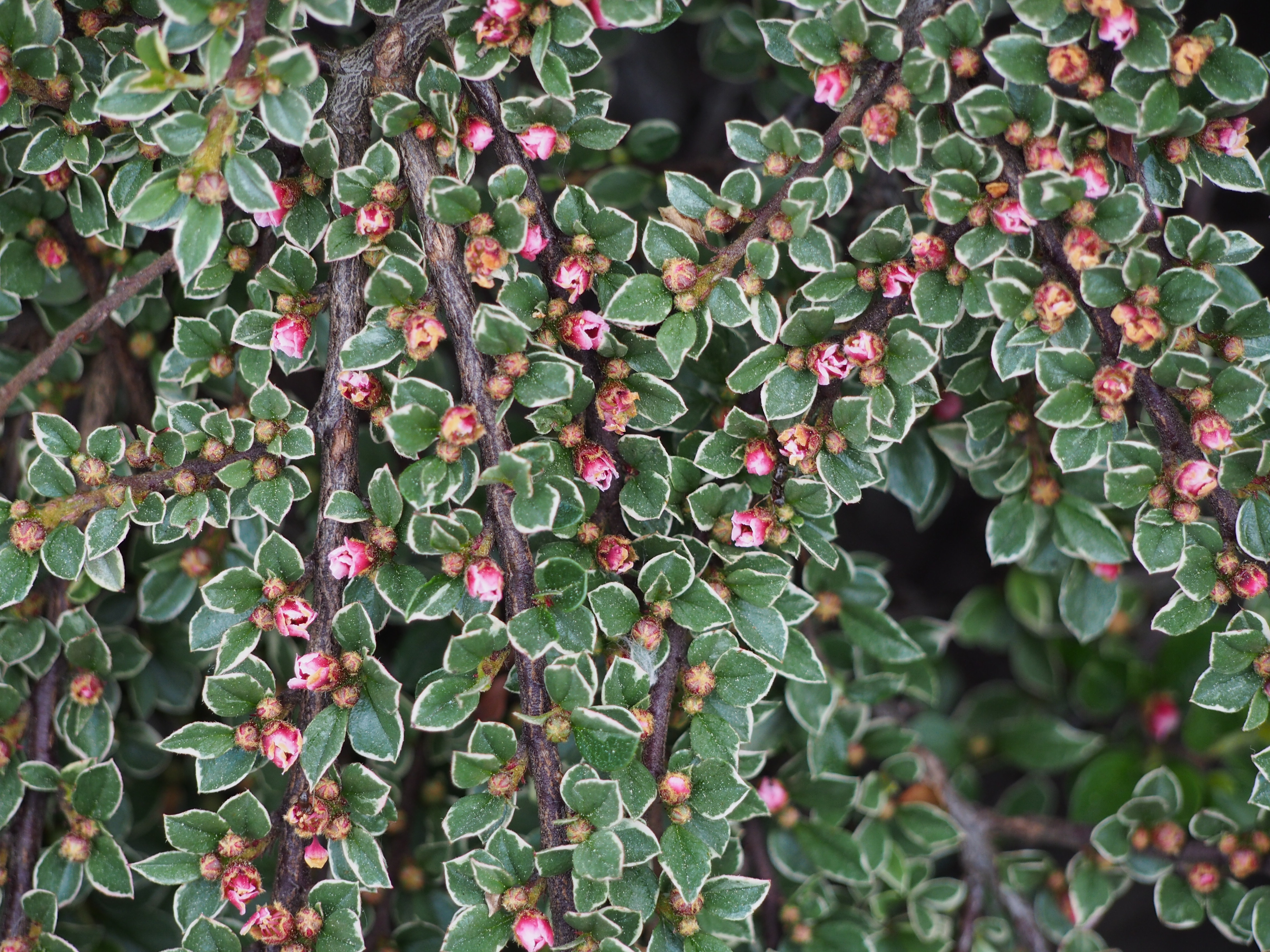
Cotoneaster horizontalis 'Variegatus' – pestrolistý kultivar